# Friderik I. Neapeljski
Friderika I. pa ni podpiral njegov bratranec Ferdinand II. Aragonski, kralj Aragonije, Sicilije in Sardinije. 1501 je pod pretvezo križarskega pohoda poslal svojega vojskovodjo v Neapelj, ta pa je mesto zavzel. Friderik IV. se je odzval tako, da je svoje pravice do kraljestva predal francoskemu kralju Ludviku XII., ki je tako za kratek čas postal tudi kralj Neaplja, dokler ga 1504 ni dokončno z vojsko zavzel Ferdinand II. Aragonski in ga priključil Španiji. Odtlej so bili španski kralji tudi kralji Neaplja. Francozi so še nekaj desetletij poskušali dobiti kontrolo nad Neapljem, a njihovi poskusi so bili vse šibkejši in 1559 se je Henrik II. Francoski z mirom v Cateau-Cambresis kraljestvu dokončno odrekel.
1. ↑  Benzoni G. Dizionario Biografico degli Italiani — 1995. — Vol. 45.